# Ivan Olbracht
Ivan Olbracht, pseudonimo di Kamil Zeman (Semily, 6 gennaio 1882 – Praga, 20 dicembre 1952), è stato uno scrittore, traduttore e giornalista ceco, apprezzato per le sue indagini psicologiche e le tematiche di impegno sociale.

## Biografia

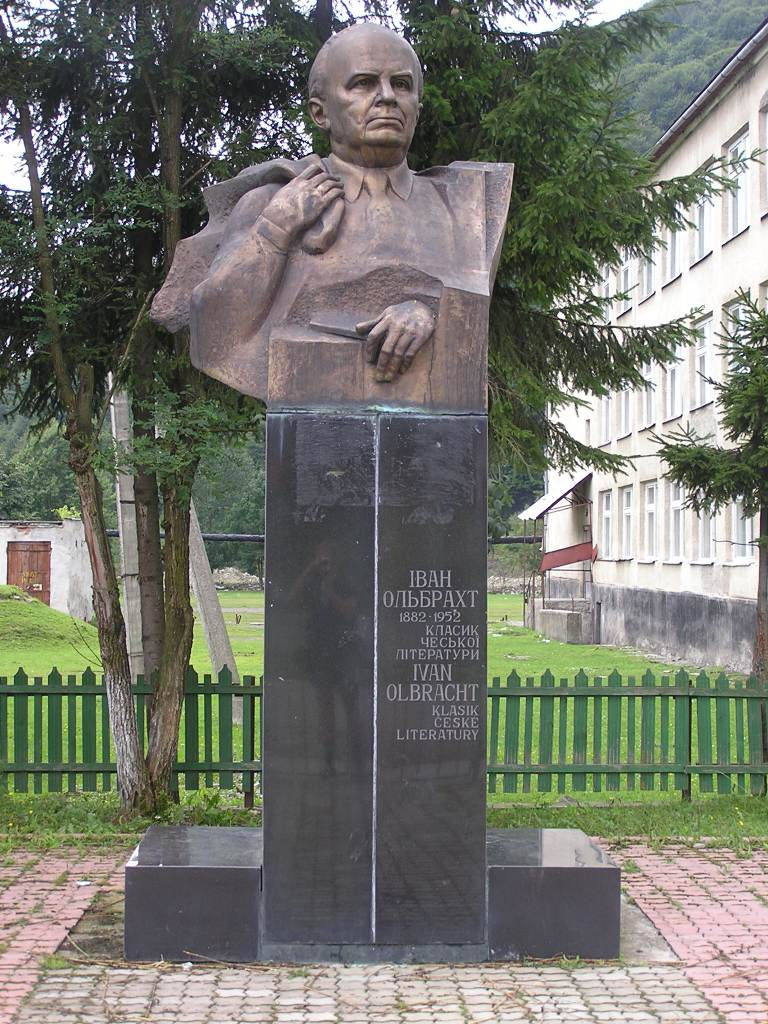
Monumento dedicato a Ivan Olbracht a Kolčava, Ucraina

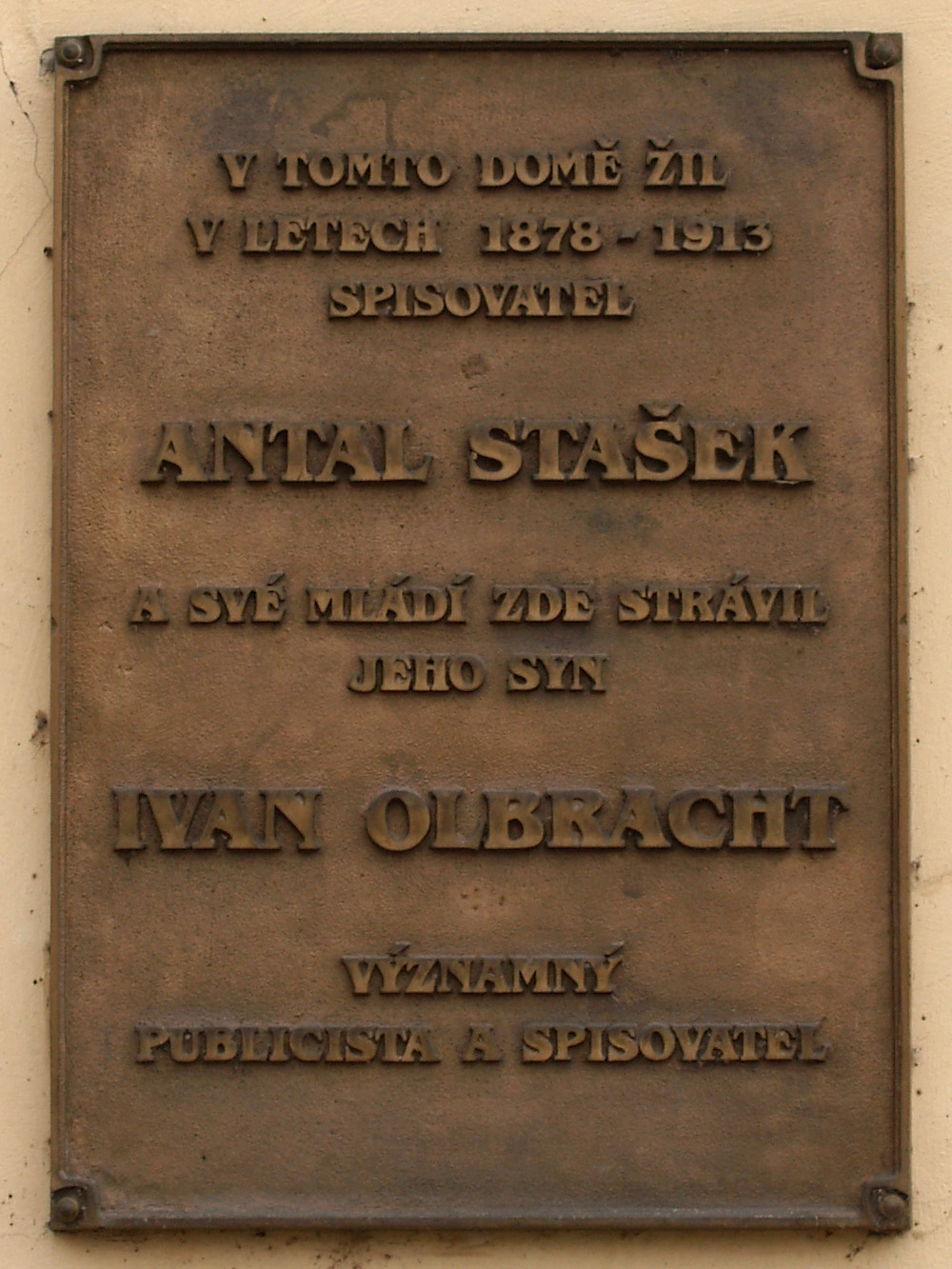
Targa sulla casa museo di Ivan Olbracht a Semily

Ivan Olbracht nacque a Semily il 6 gennaio 1882, figlio dello scrittore e patriota Antal Stašek, e di Kamila Schonfeldová, originaria di una famiglia ebrea di lingua tedesca nella Boemia settentrionale.
Olbracht studiò legge a Berlino e Praga, anche se non completò i suoi studi per incominciare l'attività di giornalista in un giornale socialdemocratico ceco a Vienna, dove lavorò dal 1909 fino al 1916.
Le sue prime novelle Solitari cattivi (O zlých samotářich, 1911), ispirate alla vita dei vagabondi, dimostrarono le sue capacità di indagine psicologica.
Seguì il romanzo La prigione più tetra (Žalář nejtemnější, 1913), incentrato sul personaggio di un commissario di polizia cieco, sospettoso della fedeltà della moglie, che coniugando gli argomenti psicologici con gli elementi naturalistici, ebbe un grandissimo successo e fu tradotto in numerose lingue.
Il romanzo La strana amicizia dell'attore Jesenius (Podivné přátelství herce Jesenia, 1918), descrisse le figure contrapposte di due attori dell'ambiente boemo al tempo della prima guerra mondiale.
Il successivo scritto, intitolato Immagini della Russia contemporanea (Obrazy ze soudobého Ruska, 1920-1921), fu un réportage raccolto in tre volumi.
All'individualismo dei protagonisti delle sue prime opere si suole contrapporre il romanzo Anna la proletaria (Anna proletařka, 1928), in cui Olbracht realizzò un romanzo a tesi che, forse grazie all'impegno della tematica sociale, fu tradotto in varie lingue; protagonista del libro è una servetta campagnola, che trasferitasi in città, si innamora e, seppur con difficoltà e ansie, dimostra grande fiducia e speranza, aderendo al movimento progressista.
Nel 1929 Olbracht fu uno dei sette scrittori che firmarono una dichiarazione per protestare contro la leadership radicalizzata del partito comunista cecoslovacco; come conseguenza venne espulso dal partito e licenziato dal suo lavoro editoriale.
Una personale esperienza di reclusione di Olbracht, per cause politiche, ispirò sia il lavoro Uno specchio chiuso con grate (Zamřížované zrcadlo, 1930), basato sull'approfondimento della psicologia dei carcerati, sia Due lettere ed un messaggio clandestino (Dva psani a moták, 1931).
Dopo un soggiorno nell'Ucraina subcarpatica, Olbracht scrisse una serie di romanzi dedicati a quella terra e alla sua cultura, tra i quali Una terra senza nome (Země bez jména, 1932), Montagne e secoli (Hory a staleti, 1935), Golet nella vallata (Golet v údoli, 1937), descrizione della vita degli Ebrei ortodossi, e soprattutto Il brigante Nikola Suhaj (Nihola Šuhaj loupežník, 1933), dedicato al personaggio di un brigante, amico del popolo, che va incontro alla morte per colpa di un traditore.
Gli ultimi lavori di Olbracht spaziarono dalle tematiche religiose, come nei Racconti biblici (Biblické příběhy, 1939), a quelle storiche boeme, presenti in Da antiche cronache (Ze starých letopisů, 1940).
Infine il romanzo Il conquistatore (Dobyvatel, 1947), dedicato a Hernán Cortés, ma con legami con la figura più recente di Adolf Hitler.
Nel 1947 lo Stato gli conferì il titolo di Artista nazionale.

## Opere
- Solitari cattivi (O zlých samotářich, 1911);
- La prigione più tetra (Žalář nejtemnější, 1913);
- La strana amicizia dell'attore Jesenius (Podivné přátelství herce Jesenia, 1918);
- Immagini della Russia contemporanea (Obrazy ze soudobého Ruska, 1920-1921);
- Anna la proletaria (Anna proletařka, 1928);
- Uno specchio chiuso con grate (Zamřížované zrcadlo, 1930);
- Due lettere ed un messaggio clandestino (Dva psani a moták, 1931);
- Una terra senza nome (Země bez jména, 1932);
- Il brigante Nikola Suhaj (Nihola Šuhaj loupežník, 1933);
- Montagne e secoli (Hory a staleti, 1935);
- Golet nella vallata (Golet v údoli, 1937);
- Racconti biblici (Biblické příběhy, 1939);
- Da antiche cronache (Ze starých letopisů, 1940);
- Il conquistatore (Dobyvatel, 1947).